# Междувоенно двадесетилетие в Полша
Междувоенното двадесетилетие е период, който продължава от края на Първата световна война до началото на Втората световна война (11. XI. 1918 г. – 1. IX. 1939 г.).

## Периодът на междувоенното двадесетилетие
За начало на периода се смята 1918 г. Първото десетилетие от епохата – 1919 – 1929 г. – се нарича „ясен период“ и се характеризира с оптимизъм и радост заради приключването на войната. Голямата икономическа криза и засилващите се националистически тенденции в държавата са причина следващите години – 1929 – 1939 г. – да се определят като „тъмен период“, което в изкуството се изразява със засилване на чувството за катастрофизъм и песимизъм.
Това разделение особено ярко се забелязва в полската литература. Двадесетте години на миналия век са период на ентусиазъм и радост, в резултат на възвръщането на независимостта. Създадени са няколко литературни групи, като „Скамандър“, към която принадлежат Юлиан Тувим, Антони Слонимски, Ян Лехон, Ярослав Ивашкевич; „Краковска авангарда“, а също така „Футуристи“ и „Експресионисти“.
През тридесетте години в полската литература преобладава темата за катастрофизма, която била свързана с икономическата и политическата ситуация в страната. Тогава възникват и групи като „Жагари“, към която принадлежи Чеслав Милош, „Любелска авангарда“, в която участва Юзеф Чехович, „Квадрига“ с Константи Илдефонс Галчински. Прозата също е била пропита с песимизъм. Популярност през този период придобиват Бруно Шулц, Виткаци, Зофия Налковска, Витолд Гомбрович и Мария Домбровска.

## Полска политика в междувоенното двадесетилетие
На 20 февруари 1919 г. е приета т.нар. Малка конституция, създадена по образеца на конституцията на Третата френска република. Тя регламентира взаимоотношенията между законодателната и изпълнителната власт. Суверенната власт в страната е в ръцете на Законодателния сейм, който може да приема закони. Също така е отговорен за икономиката, културата и образованието. Държавен глава тогава е Юзеф Пилсудски. Той представлява държавата на международната сцена, ръководи армията и гражданската администрация, докато не влиза в сила Мартенската конституция, която е приета на 17 март 1921 г. Според нея законодателната власт е в ръцете на Сейма и Сената.
През август 1926 г. полската конституция е променена, като се разширяват значително президентските правомощия. Президентът вече може да разпуска парламента, да управлява държавата чрез укази, както и да определя държавния бюджет.
През 1935 г. е приета Априлската конституция, според която властта в държавата се упражнява от президента. Той управлява парламента, Сейма, Сената, войската, съда и контролните органи в държавата. Ролята на Сейма е ограничена. Парламентарната система в междувоенното двадесетилетие в Полша допуска функционирането на много партии.
Една от тях е националистическото движение, наричано Народна Демокрация, което получава голяма подкрепа. Неофициалният ѝ лидер е Роман Дмовски. Важна партия в това движение е Националният съюз (Związek Ludowo-Narodowy). Съществена роля в него имат Белецки, Грабски и Рибарски. След 1928 г. се развиват националистически организации.
Една от главните групировки става Полската социалистическа партия, а едни от най-важните активисти са Барлицки, Дашински и Неджиалковски.
Народното движение се състои от две партии, които в началото са разделени. Това са Полската народна партия „Пяст“, която е ръководена от Винценти Витос и Полската народна партия „Възволение“. След 1926 г. двете партии са в опозиция на правителството. Това улеснява взаимното им споразумение, което довежда до тяхното сливане през 1931 г. Едни от важните фигури на това движение са Витос, Миколайчик и Ратай.
Партиите, които представляват консервативния светоглед са рядкост, но играят важна роля на политическата арена в междувоенното двадесетилетие. До 1926 г. мнозинството от тях си сътрудничи с Народната демокрация, впоследствие и с Юзеф Пилсудски на по-късен етап. Християндемократите са ръководени от Войчех Корфант. Комунистическата партия произлиза от сливането на Полската социалистическа партия „Левица“ и Социалдемокрация на Полското кралство и Литва. Създадена е през декември 1918 г. и е забранена през януари 1919 г. До 1925 г. носи името Полска работническа комунистическа партия, после става Полска комунистическа партия.
Твърде слабата подкрепа за партиите означавало, че нито една от тях не може да вземе властта. Появява се проблем при избора на президент. Покдрепата, която получава Габриел Нарутович му позволява да бъде избран за президент. Въпреки старанията на десницата това да не се случва, той поема властта на 14 декември 1922 г. Умира по време на преврата два дни по-късно от ръцете на Невядомски. Следващият президент е Станислав Войчеховски.
През първите години на този период се водят много спорове и войни, които засягат бъдещите граници. През 1919 г. е подписан Версайският договор, който официално слага край на Първата световна война. Германия получава наказание, заради това, че предизвиква войната, като редукция на армията, ограничения засягащи притежанието на оръжия. Свикана е също така международна организация, която трябва да предотврати избухването на нова война. Това е организацията Общество на народите, която обаче е ограничена в своите действия.
През 1917 г. в Русия по време на Октомврийската революция е свалено Временното правителство. Властта се озовава в ръцете на болшевиките, в страната започва да управлява Съветът на народните комисари с председател Владимир Ленин, народен комисар на външните работи е Лев Троцки, а Йосиф Сталин е избран за народен комисар на националностите. В края на 1917 г. болшевиките разпореждат избори за Учредително събрание, което им носи само 175 места в парламента от общо 707.
Преди подписването на капитулацията се срива Германската империя. На 9 ноември канцлер Макс Баденски съобщава за абдикацията на императора. Свикано е временно правителство начело с Фридрих Еберт. В края на декември 1918 г. е основана Германската комунистическа партия. На 31 юли 1919 г. във Ваймар е създадена новата конституция, която носи името ваймарска конституция. На 1 април 1920 г. е създадена Националсоциалистическата германска работническа партия, която от 1921 г. е ръководена от Адолф Хитлер. След като поема властта, Хитлер забранява функционирането на всички останалии партии, и Националсоциалистическата германска работническа партия, като единствена партия започва да управлява. Започва изграждането на тоталитарния III Райх, който получава все по-голяма подкрепа от германците. Това се осъществява с употребата на лозунги призоваващи за „реванш“ за понесеното поражение на Германия през Първата световна война. През март 1938 г. Хитлер анексира Австрия и поделя Чехословакия, Германия се подготвя за война. За да избегнат конфликт западните страни започват да игнорират ситуацията.
През 1936 г. в Испания започва гражданска война, която се възприема като тренировъчен полигон за нови оръжия на страни като Германия и СССР.
Всички тези събития оказват влияние върху завършека на двадесетилетието. За край на тази епоха се смята 1 септември 1939 г., т.е. денят, в който започва Втората световна война.
В периода на междувоенното двадесетилетие възникват много екстремистки движения. В европейските страни властва хиперинфлация и голяма безработица, а икономиката се срива, което води до социално недоволство, което от своя страна поражда движения като фашизъм, комунизъм и нацизъм.
Нацизмът, чийто създател е Адолф Хитлер, излага тезата за превъзходството на германската нация и насажда омраза към евреите, които според нацистите са народ, който няма право да живее. В социалистическото общество комунизмът се стреми към премахване на класовото потисничество и експлоатация.

## Философски фон на междувоенното двадесетилетие
Интелектуалната култура на междувоенното двадесетилетие се формира под влиянието на промените, които настъпват след Първата световна война и властващия модернистичен климат. Върху цялостната атмосфера на епохата влияние имат от една страна песимизмът, катастрофизмът, чувството за криза и упадъкът на истинските ценности. От друга страна влияние оказват оптимизмът и ентусиазмът, които властват в Европа след края на войната, вярата в човека и неговите сили, науката, технологията и цивилизацията. И двете визии за света имат огромно влияние върху формирането на човешкото въображение и чувствителност. Бъдещето е неизвестно и на него се гледа с огромна тревога.
Социалната сфера също претърпява динамични промени. Развиват се доктрините свързани с диалектическия материализъм, популяризиран в Европа от Ленин. Не след дълго комунизмът се превръща в движение, което оказва голямо влияние на духовния и интелектуален климат.
След войната се разпалва дискусията, която засяга бъдещето на Европа, каква трябва да бъде, какво да направи, за да се предпази от подобни катаклизми, какво да прави с работническата класа, която непрекъснато се увеличава, как да се справи със задълбочаващата се бедност и неграмотност.
Революцията се превръща във важна тема в изкуството и литературата. Много от творците показват съпричастност към потиснатите групи от хора и искат да се въведе социално равенство, справедливост и братство.
В периода на междувоенното двадесетилетие се формират много философски и психологически направления, наблюдава се също така развитие в областта на науката и техниката.
След края на Първата световна война се променя съотношението на силите в европейските държави. Промени настъпват дори в обичаите, модата и начина на живот. Хората започват да се освобожават от ограниченията и да подобряват начина си на живот. Другото течение, което възниква през този период е екзистенциализмът, който изследва съдбата на свободния и отговорен човек
Друга интересна група, която твори по време на междувоенното двадесетилетие, са експресионистите. Експресионизмът е течение (както в литературата така и в изкуството), което поставя особен акцент върху ясното изразяване на чувствата и емоциите. Експресионистите обичат да прибягват към такива средства за художествено изразяване като карикатура, гротеска, естетика на грозотата, контраст, смесване на изтънчения език с вулгаризми, патоса с тривиалността. Не се боят да използват елементи от ужаса и научната фантастика, да показват изключително жестоки и крайни вътрешни състояния.
Полските експресионисти се съсредоточават върху списанието „Здруй“, което се издава от Йежи Хулевич в годините 1917 – 1922. Едни от най-важните полски експресионисти са Пшибишевски, Зегадлович, Каспрович, Ивашкевич и Вежински (които после създават група „Скамандър“).